# Leptodactylus marambaiae
Leptodactylus marambaiae је водоземац из реда жаба и фамилије Leptodactylidae.

## Угроженост
Ова врста није угрожена, и наведена је као последња брига јер има широко распрострањење.

## Распрострањење
Бразил је једино познато природно станиште врсте.

## Станиште
Станиште врсте су слатководна подручја.

## Начин живота
Врста Leptodactylus marambaiae прави гнезда.